# POPtical Illusion Tour
POPtical Illusion Tour bylo koncertní turné velšského hudebníka Johna Calea, které odehrál na podporu svého alba POPtical Illusion, vydaného v červnu 2024. Proběhlo od 25. února do 7. dubna 2025 v sedmi evropských zemích: Francii (Rouen, Lille, Paříž), Nizozemsku (Groningen, Utrecht), Belgii (Maasmechelen, Brusel), Německu (Karlsruhe, Mnichov, Stuttgart, Schwabach, Hamburk, Berlín, Kolín nad Rýnem, Lipsko), Lucembursku (Esch-sur-Alzette), Spojeném království (Nottingham, Londýn, Birmingham, Glasgow, Newcastle upon Tyne, Bexhill-on-Sea, Cardiff, Liverpool) a Irsku (Dublin). S pětadvaceti zastávkami během 42 dnů šlo o větší turné než Mercy Tour (19 koncertů během 28 dnů), které proběhlo o dva roky dříve na podporu alba Mercy (2023), a největší nepřetržitou řadu vystoupení od Circus Live Tour (2007), kdy během dvou měsíců odehrál bezmála 50 koncertů.

## Pozadí
V době vydání alba, v červnu 2024, Cale uvedl, že koncertování je jeho „životní míza jako umělce. A to je především důvod, proč dělám hudbu. Pokud nehraji pro lidi, nevím, co dělám a kdo jsem. Opravdu to potřebuji.“ První koncert na podporu alba byl oznámen koncem května 2024 a proběhl 7. září toho roku v Ciudad de México. Šlo o Caleovo jediné vystoupení v roce 2024. Zahrál při něm tři písně z nové desky: „How We See the Light“, „Company Commander“ a „Shark-Shark“, doplněné řadou starších.
V červnu 2024 v rozhovoru uvedl, že se chystá na plnohodnotné turné, které proběhne až v následujícím roce. Turné bylo oznámeno 19. srpna 2024 a původně mělo čítat 21 zastávek se začátkem v Paříži. Dne 5. září byly přidány dva koncerty na začátek turné (Groningen, Maasmechelen). Všechny vstupenky šly do veřejného předprodeje 12. září. Další dva koncerty byly přidány 8. října (Rouen, Lille), a to opět na úplný začátek turné, a vstupenky na tyto dva šly do prodeje 10. října.
V mnohých sálech Cale již v minulosti hrál, mj. Le Trianon v Paříži (2013), Royal Festival Hall v Londýně (1992, 1999, 2002, 2005, 2008, 2010, 2012), Town Hall v Birminghamu (1975, 2023) a Vicar Street v Dublinu (1998, 2001, 2003). V Newcastlu zahrál poprvé od roku 1975, v Rouenu, Maasmechelenu a Schwabachu zcela poprvé. Koncert v Lipsku měl původně proběhnout v sále Haus Auensee, v němž Cale vystupoval již v roce 2023, ale měsíc před konáním byl přesunut do sálu Der Anker.
Koncert v Lipsku byl několik hodin před plánovaným začátkem zrušen kvůli Caleovým zdravotním potížím, záhy byly zrušeny také koncerty v Berlíně, Hamburku a Kolíně (pro všechny byly již 14. března oznámeny nové termíny). Nové termíny již proběhly podle plánu.
Z alba POPtical Illusion hrál Cale celkem pět písní: „Company Commander“, „Davies and Wales“, „How We See the Light“, „Setting Fires“ a „Shark-Shark“, nikoliv však při všech koncertech. V setlistech, které se proměňovaly, dále figurovaly písně od šedesátých do nultých let. Při většině koncertů zazněla také zcela nová, nevydaná píseň, „Long Way Out of Pain“
Calea doprovázeli stejní hudebníci jako při předchozím turné, tedy kytarista Dustin Boyer, baskytarista Joey Maramba a bubeník Alex Thomas. Projekce na pozadí za kapelou vytvořila Abigail Portner.

## Hudebníci
- John Cale – zpěv, klávesy, elektrická kytara
- Dustin Boyer – elektrická kytara, samply, doprovodné vokály
- Joey Maramba – baskytara, doprovodné vokály
- Alex Thomas – bicí, samply, syntezátory, doprovodné vokály

## Koncerty
| Datum           | Stát               | Město               | Místo                        | Předskokan                                 | Poznámky                     |
| --------------- | ------------------ | ------------------- | ---------------------------- | ------------------------------------------ | ---------------------------- |
| 25. února 2025  | Francie            | Rouen               | Le 106                       | Museau                                     |                              |
| 26. února 2025  | Francie            | Lille               | Le Splendid                  | —                                          |                              |
| 28. února 2025  | Nizozemsko         | Groningen           | De Oosterpoort               | —                                          |                              |
| 1. března 2025  | Belgie             | Maasmechelen        | Cultuurcentrum               | Emmy d'Arc                                 |                              |
| 3. března 2025  | Francie            | Paříž               | Le Trianon                   | Museau                                     |                              |
| 4. března 2025  | Belgie             | Brusel              | Cirque Royal                 | Emmy d'Arc                                 |                              |
| 6. března 2025  | Německo            | Karlsruhe           | Tollhaus                     | Tex                                        |                              |
| 7. března 2025  | Německo            | Mnichov             | Alte Kongresshalle           | Tex                                        |                              |
| 9. března 2025  | Německo            | Stuttgart           | Theaterhaus                  | Tex                                        |                              |
| 10. března 2025 | Lucembursko        | Esch-sur-Alzette    | Rockhal                      | Tex                                        |                              |
| 12. března 2025 | Německo            | Schwabach           | Markgrafensaal               | Tex                                        |                              |
| 17. března 2025 | Nizozemsko         | Utrecht             | TivoliVredenburg             | Tex                                        |                              |
| 20. března 2025 | Spojené království | Nottingham          | Playhouse                    | Tom McRae                                  |                              |
| 21. března 2025 | Spojené království | Londýn              | Royal Festival Hall          | Tom McRae                                  |                              |
| 23. března 2025 | Spojené království | Birmingham          | Town Hall                    | Tom McRae                                  |                              |
| 24. března 2025 | Spojené království | Glasgow             | Pavilion Theatre             | Tom McRae                                  |                              |
| 25. března 2025 | Spojené království | Newcastle upon Tyne | Tyne Theatre and Opera House | Tom McRae                                  |                              |
| 27. března 2025 | Spojené království | Bexhill-on-Sea      | De La Warr Pavilion          | Tom McRae                                  |                              |
| 29. března 2025 | Spojené království | Cardiff             | New Theatre                  | Tom McRae                                  |                              |
| 30. března 2025 | Spojené království | Liverpool           | Philharmonic Hall            | Tom McRae                                  |                              |
| 31. března 2025 | Irsko              | Dublin              | Vicar Street                 | Mark W. Austin & The Psychedelic Folk Band |                              |
| 2. dubna 2025   | Německo            | Hamburk             | Laeiszhalle                  | —                                          | Přesunuto z 16. března 2025. |
| 3. dubna 2025   | Německo            | Berlín              | Columbiahalle                | Tex                                        | Přesunuto z 14. března 2025. |
| 6. dubna 2025   | Německo            | Kolín nad Rýnem     | Carlswerk Victoria           | Tex                                        | Přesunuto z 18. března 2025. |
| 7. dubna 2025   | Německo            | Lipsko              | Der Anker                    | Tex                                        | Přesunuto z 13. března 2025. |